# Стивън Пинкър
Стивън Пинкър (на английски: Steven Pinker) е канадски психолог и автор на редица популярни книги.

## Биография
Роден е на 18 септември 1954 г. в Монреал, Канада. Получава бакалавърска степен по експериментална психология през 1976 г. от Университет Макгил, след което се премества в Кеймбридж, Масачузетс. През 1979 г. получава докторска степен (експериментална психология) от Харвард, след което е пост-док в Масачузетския технологичен институт (МТИ) и най-сетне асистент отново в Харвард. От 1982 до 2003 г. е професор в катедрата по когнитивни науки в МТИ, а през 2003 г. се завръща в Харвард като професор в катедрата по психология.
Пинкър пише редица научни и популярни трудове за езика и когнитивните науки. Предмет на изследванията му са неправилните глаголи и езиковото развитие при децата (вж. усвояване на езици). Пинкър е привърженик на еволюционната психология и подкрепя възгледите на Чомски за езика, като развитие на инстинкт в еволюционния процес.